# Gabriel Oualengbe
Yaloungou Prince Gabriel Oualengbe Bisse (Parigi, 21 maggio 2004) è un calciatore centrafricano, centrocampista del Tolone in prestito dal Paris FC e della nazionale centrafricana.

## Carriera

### Club
È cresciuto nel settore giovanile del Paris FC, club con cui dopo aver segnato 4 reti in 19 presenze nella quinta divisione francese con la formazione riserve, ha debuttato in prima squadra il 29 ottobre 2022 nell'incontro di Coppa di Francia vinto 3-1 contro il Les Ulis. Il 21 marzo 2023 ha firmato il suo primo contratto professionistico ed il 31 gennaio del 2024, dopo aver precedentemente anche esordito nella seconda divisione francese, è stato ceduto in prestito al Créteil-Lusitanos (in quarta divisione) fino al termine della stagione. Rientrato a Parigi, è rimasto in rosa nella prima metà della stagione 2024-2025 senza scendere in campo, per poi passare in prestito al Tolone, nella quarta divisione francese.

### Nazionale
Ha debuttato con la nazionale centrafricana il 19 marzo 2025 nell'incontro di qualificazione per il Campionato mondiale di calcio 2026 vinto 4-1 contro il Madagascar.

## Statistiche

### Presenze e reti nei club
Statistiche aggiornate al 24 marzo 2025.
| Stagione        | Squadra           | Campionato      | Campionato | Campionato | Coppe nazionali | Coppe nazionali | Coppe nazionali | Coppe continentali | Coppe continentali | Coppe continentali | Altre coppe | Altre coppe | Altre coppe | Totale | Totale | Totale |
| Stagione        | Squadra           | Comp            | Pres       | Reti       | Comp            | Pres            | Reti            | Comp               | Pres               | Reti               | Comp        | Pres        | Reti        | Pres   | Reti   |        |
| --------------- | ----------------- | --------------- | ---------- | ---------- | --------------- | --------------- | --------------- | ------------------ | ------------------ | ------------------ | ----------- | ----------- | ----------- | ------ | ------ | ------ |
| 2021-2022       | Paris FC 2        | N3              | 2          | 1          | -               | -               | -               | -                  | -                  | -                  | -           | -           | -           | 2      | 1      |        |
| 2022-2023       | Paris FC 2        | N3              | 17         | 3          | -               | -               | -               | -                  | -                  | -                  | -           | -           | -           | 17     | 3      |        |
| 2022-2023       | Paris FC          | L2              | 0          | 0          | CF              | 1               | 0               | -                  | -                  | -                  | -           | -           | -           | 1      | 0      |        |
| 2023-gen. 2024  | Paris FC          | L2              | 1          | 0          | CF              | 1               | 0               | -                  | -                  | -                  | -           | -           | -           | 2      | 0      |        |
| gen.-giu. 2024  | Créteil-Lusitanos | N2              | 4          | 0          | CF              | 0               | 0               | -                  | -                  | -                  | -           | -           | -           | 4      | 0      |        |
| 2024-gen. 2025  | Paris FC          | L2              | 0          | 0          | CF              | 0               | 0               | -                  | -                  | -                  | -           | -           | -           | 0      | 0      |        |
| gen.-giu. 2025  | Tolone            | N2              | 6          | 1          | CF              | 0               | 0               | -                  | -                  | -                  | -           | -           | -           | 6      | 1      |        |
| Totale carriera | Totale carriera   | Totale carriera | 30         | 5          |                 | 2               | 0               |                    | -                  | -                  |             | -           | -           | 32     | 5      |        |

### Cronologia presenze e reti in nazionale
| Cronologia completa delle presenze e delle reti in nazionale ― Rep. Centrafricana | Cronologia completa delle presenze e delle reti in nazionale ― Rep. Centrafricana | Cronologia completa delle presenze e delle reti in nazionale ― Rep. Centrafricana | Cronologia completa delle presenze e delle reti in nazionale ― Rep. Centrafricana | Cronologia completa delle presenze e delle reti in nazionale ― Rep. Centrafricana | Cronologia completa delle presenze e delle reti in nazionale ― Rep. Centrafricana | Cronologia completa delle presenze e delle reti in nazionale ― Rep. Centrafricana | Cronologia completa delle presenze e delle reti in nazionale ― Rep. Centrafricana |
| Data                                                                              | Città                                                                             | In casa                                                                           | Risultato                                                                         | Ospiti                                                                            | Competizione                                                                      | Reti                                                                              | Note                                                                              |
| --------------------------------------------------------------------------------- | --------------------------------------------------------------------------------- | --------------------------------------------------------------------------------- | --------------------------------------------------------------------------------- | --------------------------------------------------------------------------------- | --------------------------------------------------------------------------------- | --------------------------------------------------------------------------------- | --------------------------------------------------------------------------------- |
| 19-3-2025                                                                         | Casablanca                                                                        | Rep. Centrafricana                                                                | 1 – 4                                                                             | Madagascar                                                                        | Qual. Mondiali 2026                                                               | -                                                                                 | 57’                                                                               |
| 24-3-2025                                                                         | Casablanca                                                                        | Rep. Centrafricana                                                                | 0 – 0                                                                             | Mali                                                                              | Qual. Mondiali 2026                                                               | -                                                                                 | 12’ 70’                                                                           |
| Totale                                                                            |                                                                                   | Presenze                                                                          | 2                                                                                 |                                                                                   | Reti                                                                              | 0                                                                                 |                                                                                   |